# Konttjärnen, Lappland
Konttjärnen är en sjö i Arvidsjaurs kommun i Lappland och ingår i Piteälvens huvudavrinningsområde. Konttjärnen ligger i Piteälven Natura 2000-område.